# Наталия Бондарчук
Наталия Бондарчук (на руски: Бондарчук, Наталья Сергеевна) е съветска и руска актриса, кинорежисьор и сценарист, заслужила актриса на РСФСР от 1977 година. Тя е дъщеря на народните артисти на СССР, режисьора Сергей Бондарчук и актрисата Ина Макарова. Дебютира в киното през 1970 година. Голяма популярност ѝ носи филмът Соларис на Андрей Тарковски. Създава свой собствен детски театър.